# Liste der additiven Fertigungsverfahren
Die Liste der additiven Fertigungsverfahren führt die additiven Fertigungsverfahren auf. Dabei sind die Verfahren in die jeweiligen Prozesskategorien gemäß ASTM bzw. DIN EN ISO 52900:2022-03, sowie den Verfahren gemäß VDI 3405:2014-12, eingeordnet. Zu jedem Verfahren sind weitere (z. T. proprietäre) Bezeichnungen, der Werkstoff, die Ausgangsform des Werkstoffes und die Energiequelle angegeben.

## Liste der additiven Fertigungsverfahren
(Quelle: )
| DIN EN ISO/ASTM 52900:2022-03                                                         | DIN EN ISO/ASTM 52900:2022-03 | DIN EN ISO/ASTM 52900:2022-03 | VDI 3405:2014-12                                          | VDI 3405:2014-12 | Weitere Verfahren und Bezeichnungen / Abkürzungen | Werkstoff / Material                                                                                   | Ausgangsform                       | Energiequelle                                                                                 |
| Prozesskategorien                                                                     | Abkürzung                     | Prozessbeschreibung | Verfahren                                                 | Abkürzung        | Weitere Verfahren und Bezeichnungen / Abkürzungen | Werkstoff / Material                                                                                   | Ausgangsform                       | Energiequelle                                                                                 |
| ------------------------------------------------------------------------------------- | ----------------------------- | --- | --------------------------------------------------------- | ---------------- | --- | --- | ---------------------------------- | --------------------------------------------------------------------------------------------- |
| Freistrahl-Bindemittelauftrag (engl. binder jetting)                                  | BJT                           | Additiver Fertigungsprozess bei dem ein flüssiger Binder selektiv aufgetragen wird, um pulverförmiges Material zu verbinden.                                     | 3D-Drucken                                                | 3DP              | | Gips (ähnlich) + Bindemittel                                                                           | Pulver + flüssig                   | Chemische Reaktion                                                                            |
| Freistrahl-Bindemittelauftrag (engl. binder jetting)                                  | BJT                           | Additiver Fertigungsprozess bei dem ein flüssiger Binder selektiv aufgetragen wird, um pulverförmiges Material zu verbinden.                                     | 3D-Drucken                                                | 3DP              | - Multi Jet Fusion / MJF | Kunststoff + Bindemittel                                                                               | Pulver + flüssig                   | Chemische Reaktion                                                                            |
| Freistrahl-Bindemittelauftrag (engl. binder jetting)                                  | BJT                           | Additiver Fertigungsprozess bei dem ein flüssiger Binder selektiv aufgetragen wird, um pulverförmiges Material zu verbinden.                                     | 3D-Drucken                                                | 3DP              | | Metall + Bindemittel                                                                                   | Pulver + flüssig                   | Chemische Reaktion                                                                            |
| Freistrahl-Bindemittelauftrag (engl. binder jetting)                                  | BJT                           | Additiver Fertigungsprozess bei dem ein flüssiger Binder selektiv aufgetragen wird, um pulverförmiges Material zu verbinden.                                     | 3D-Drucken                                                | 3DP              | | Keramik + Bindemittel                                                                                  | Pulver + flüssig / pastös          | Chemische Reaktion                                                                            |
| Freistrahl-Bindemittelauftrag (engl. binder jetting)                                  | BJT                           | Additiver Fertigungsprozess bei dem ein flüssiger Binder selektiv aufgetragen wird, um pulverförmiges Material zu verbinden.                                     | 3D-Drucken                                                | 3DP              | - Layerwise Slurry Deposition / LSD | Keramik + Bindemittel                                                                                  | Pulver + flüssig / pastös          | Chemische Reaktion                                                                            |
| Materialauftrag mit gerichteter Energieeinbringung (engl. directed energy deposition) | DED                           | Additiver Fertigungsprozess bei dem gebündelte thermische Energie genutzt wird, um Material, dort wo es aufgebracht wird, zu verbinden.                          |                                                           |                  | - Laserauftragschweißen - Direct Metal Deposition / DMD - Direct Metal Tooling / DMT - Laser Engineered Net Shaping / LENS                                                              | Metall                                                                                                 | Pulver                             | Laser                                                                                         |
| Materialauftrag mit gerichteter Energieeinbringung (engl. directed energy deposition) | DED                           | Additiver Fertigungsprozess bei dem gebündelte thermische Energie genutzt wird, um Material, dort wo es aufgebracht wird, zu verbinden.                          | - Kaltgasspritzen - Metall-Pulver-Auftragsverfahren / MPA | Metall           | Pulver | Überschallaufprall                                                                                     |                                    |                                                                                               |
| Materialauftrag mit gerichteter Energieeinbringung (engl. directed energy deposition) | DED                           | Additiver Fertigungsprozess bei dem gebündelte thermische Energie genutzt wird, um Material, dort wo es aufgebracht wird, zu verbinden.                          | - Laserauftragschweißen - Laser Metal Deposition / LMD    | Metall           | Draht | Laser                                                                                                  |                                    |                                                                                               |
| Materialauftrag mit gerichteter Energieeinbringung (engl. directed energy deposition) | DED                           | Additiver Fertigungsprozess bei dem gebündelte thermische Energie genutzt wird, um Material, dort wo es aufgebracht wird, zu verbinden.                          | - Electron Beam Additive Manufacturing / EBAM             | Metall           | Draht | Elektronenstrahl                                                                                       |                                    |                                                                                               |
| Materialauftrag mit gerichteter Energieeinbringung (engl. directed energy deposition) | DED                           | Additiver Fertigungsprozess bei dem gebündelte thermische Energie genutzt wird, um Material, dort wo es aufgebracht wird, zu verbinden.                          | - Wire Arc Additive Manufacturing / WAAM                  | Metall           | Draht | Lichtbogen                                                                                             |                                    |                                                                                               |
| Materialauftrag mit gerichteter Energieeinbringung (engl. directed energy deposition) | DED                           | Additiver Fertigungsprozess bei dem gebündelte thermische Energie genutzt wird, um Material, dort wo es aufgebracht wird, zu verbinden.                          | - Wire Arc Additive Manufacturing / WAAM                  | Metall           | Draht | Plasma                                                                                                 |                                    |                                                                                               |
| Materialauftrag mit gerichteter Energieeinbringung (engl. directed energy deposition) | DED                           | Additiver Fertigungsprozess bei dem gebündelte thermische Energie genutzt wird, um Material, dort wo es aufgebracht wird, zu verbinden.                          | - Additive Friction Stir Deposition                       | Metall           | Stangen | Reibung                                                                                                |                                    |                                                                                               |
| Materialextrusion (engl. material extrusion)                                          | MEX                           | Additiver Fertigungsprozess bei dem Material selektiv durch eine Düse oder Öffnung abgelegt wird.                                                                | Fused Layer Modelling                                     | FLM              | - Fused Deposition Modelling / FDM - Fused Deposition Modeling / FDM - Fused Filament Fabrication / FFF                                                                                 | Kunststoff                                                                                             | Draht                              | Wärmeleitung (Extruder)                                                                       |
| Materialextrusion (engl. material extrusion)                                          | MEX                           | Additiver Fertigungsprozess bei dem Material selektiv durch eine Düse oder Öffnung abgelegt wird.                                                                |                                                           |                  | - Arburg Kunststoff-Freiformen / AKF | Kunststoff                                                                                             | Granulat                           | Wärmeleitung (Extruder)                                                                       |
| Materialextrusion (engl. material extrusion)                                          | MEX                           | Additiver Fertigungsprozess bei dem Material selektiv durch eine Düse oder Öffnung abgelegt wird.                                                                |                                                           |                  | - Shaping-Debinding-Sintering / SDS - Bound Metal Deposition / BMD - Atomic Diffusion Additive Manufacturing / ADAM                                                                     | Metall, Keramik + Kunststoffträger                                                                     | Pulver gebunden in Kunststoffdraht | Wärmeleitung (Extruder)                                                                       |
| Materialextrusion (engl. material extrusion)                                          | MEX                           | Additiver Fertigungsprozess bei dem Material selektiv durch eine Düse oder Öffnung abgelegt wird.                                                                |                                                           |                  | - 3D-Siebdruck | Metall, Keramik, Kunststoff, Glas; pharmazeutische Stoffgemische (z. B. für Tabletten), lebende Zellen | pastös                             | Trocknung mittels Heißluftgebläse oder IR-Strahlung, (alternativ?) Härtung durch UV-Strahlung |
| Materialextrusion (engl. material extrusion)                                          | MEX                           | Additiver Fertigungsprozess bei dem Material selektiv durch eine Düse oder Öffnung abgelegt wird.                                                                |                                                           |                  | - Contour Crafting | Beton                                                                                                  | Dispersion                         | Chemische Reaktion                                                                            |
| Freistrahl-Materialauftrag (engl. material jetting)                                   | MJT                           | Additiver Fertigungsprozess bei dem Rohmaterial in Form von Tropfen selektiv abgelegt wird.                                                                      | Poly-Jet Modelling                                        | PJM              | | Kunststoff                                                                                             | flüssig                            | UV-Licht                                                                                      |
| Freistrahl-Materialauftrag (engl. material jetting)                                   | MJT                           | Additiver Fertigungsprozess bei dem Rohmaterial in Form von Tropfen selektiv abgelegt wird.                                                                      | Multi-Jet Modelling                                       | MJM              | | Kunststoff                                                                                             | flüssig                            | UV-Licht                                                                                      |
| Freistrahl-Materialauftrag (engl. material jetting)                                   | MJT                           | Additiver Fertigungsprozess bei dem Rohmaterial in Form von Tropfen selektiv abgelegt wird.                                                                      |                                                           |                  | - Vision-Controlled Jetting / VCJ | Kunststoff                                                                                             | flüssig                            | UV-Licht                                                                                      |
| Freistrahl-Materialauftrag (engl. material jetting)                                   | MJT                           | Additiver Fertigungsprozess bei dem Rohmaterial in Form von Tropfen selektiv abgelegt wird.                                                                      |                                                           |                  | - Nano Particle Jetting / NPJ - Inkjet-printing | Metall + Trägerflüssigkeit                                                                             | Dispersion                         | UV-Licht                                                                                      |
| Freistrahl-Materialauftrag (engl. material jetting)                                   | MJT                           | Additiver Fertigungsprozess bei dem Rohmaterial in Form von Tropfen selektiv abgelegt wird.                                                                      |                                                           |                  | - Aerosol-jet-printing | Metall, Keramik, Kunststoff, Biomaterial + Trägertinte                                                 | Aerosol (Gas + flüssig + Partikel) | Pneumatik oder Ultraschall + Gasstrom                                                         |
| Freistrahl-Materialauftrag (engl. material jetting)                                   | MJT                           | Additiver Fertigungsprozess bei dem Rohmaterial in Form von Tropfen selektiv abgelegt wird.                                                                      |                                                           |                  | - Wax Deposition Modeling / WDM | Wachs                                                                                                  | flüssig                            | Hitze                                                                                         |
| Pulverbettbasiertes Schmelzen (engl. powder bed fusion)                               | PBF                           | Additiver Fertigungsprozess bei dem thermische Energie selektiv Regionen eines Pulverbettes verbindet oder verschmelzen lässt.                                   | Laser-Sintern                                             | LS               | - Selective Laser Sintering / SLS | Kunststoff                                                                                             | Pulver                             | Laser                                                                                         |
| Pulverbettbasiertes Schmelzen (engl. powder bed fusion)                               | PBF                           | Additiver Fertigungsprozess bei dem thermische Energie selektiv Regionen eines Pulverbettes verbindet oder verschmelzen lässt.                                   | Laser-Sintern                                             | LS               | | Kunststoff + Sand                                                                                      | Pulver                             | Laser                                                                                         |
| Pulverbettbasiertes Schmelzen (engl. powder bed fusion)                               | PBF                           | Additiver Fertigungsprozess bei dem thermische Energie selektiv Regionen eines Pulverbettes verbindet oder verschmelzen lässt.                                   | Laser-Sintern                                             | LS               | | Kunststoff + Keramik                                                                                   | Pulver                             | Laser                                                                                         |
| Pulverbettbasiertes Schmelzen (engl. powder bed fusion)                               | PBF                           | Additiver Fertigungsprozess bei dem thermische Energie selektiv Regionen eines Pulverbettes verbindet oder verschmelzen lässt.                                   | Laser-Sintern                                             | LS               | | Kunststoff + Metall                                                                                    | Pulver                             | Laser                                                                                         |
| Pulverbettbasiertes Schmelzen (engl. powder bed fusion)                               | PBF                           | Additiver Fertigungsprozess bei dem thermische Energie selektiv Regionen eines Pulverbettes verbindet oder verschmelzen lässt.                                   | Laser-Strahlschmelzen                                     | LBM              | - Selective Laser Melting / SLM - Laser Beam Melting / LBM - Direct Metal Printing / DMP - Direct Metal Laser Sintering / DMLS - LaserCusing - Laser Melting - Laser Metal Fusion / LMF | Metall                                                                                                 | Pulver                             | Laser                                                                                         |
| Pulverbettbasiertes Schmelzen (engl. powder bed fusion)                               | PBF                           | Additiver Fertigungsprozess bei dem thermische Energie selektiv Regionen eines Pulverbettes verbindet oder verschmelzen lässt.                                   |                                                           |                  | - Selective LED based Melting / SLEDM | Metall                                                                                                 | Pulver                             | LED                                                                                           |
| Pulverbettbasiertes Schmelzen (engl. powder bed fusion)                               | PBF                           | Additiver Fertigungsprozess bei dem thermische Energie selektiv Regionen eines Pulverbettes verbindet oder verschmelzen lässt.                                   | Elektronen-Strahlschmelzen                                | EBM              | - Electron Beam Melting / EBM | Metall                                                                                                 | Pulver                             | Elektronenstrahl                                                                              |
| Pulverbettbasiertes Schmelzen (engl. powder bed fusion)                               | PBF                           | Additiver Fertigungsprozess bei dem thermische Energie selektiv Regionen eines Pulverbettes verbindet oder verschmelzen lässt.                                   | Thermotransfer-Sintern                                    | TTS              | - Selective Mask Sintering / SMS - Selective Heat Sintering / SHS | Kunststoff                                                                                             | Pulver                             | Wärmestrahlung                                                                                |
| Pulverbettbasiertes Schmelzen (engl. powder bed fusion)                               | PBF                           | Additiver Fertigungsprozess bei dem thermische Energie selektiv Regionen eines Pulverbettes verbindet oder verschmelzen lässt.                                   |                                                           |                  | - Selective Absorption Fusion / SAF | Kunststoff + Strahlung absorbierende Tinte                                                             | Pulver + flüssig                   | Infrarotstrahlung                                                                             |
| Schichtlaminierung (engl. sheet lamination)                                           | SHT                           | Additiver Fertigungsprozess bei dem Lagen (z. B. Platten) eines Materials verbunden werden um ein Bauteil zu formen.                                             | Layer Laminated Manufacturing                             | LLM              | - Laminated Object Manufacturing / LOM - Paper 3D technology | Papier                                                                                                 | Bogen                              | Laser                                                                                         |
| Schichtlaminierung (engl. sheet lamination)                                           | SHT                           | Additiver Fertigungsprozess bei dem Lagen (z. B. Platten) eines Materials verbunden werden um ein Bauteil zu formen.                                             | Layer Laminated Manufacturing                             | LLM              | | Kunststoff                                                                                             | Folie                              | Laser                                                                                         |
| Schichtlaminierung (engl. sheet lamination)                                           | SHT                           | Additiver Fertigungsprozess bei dem Lagen (z. B. Platten) eines Materials verbunden werden um ein Bauteil zu formen.                                             | Layer Laminated Manufacturing                             | LLM              | Keramik | |                                    |                                                                                               |
| Schichtlaminierung (engl. sheet lamination)                                           | SHT                           | Additiver Fertigungsprozess bei dem Lagen (z. B. Platten) eines Materials verbunden werden um ein Bauteil zu formen.                                             | Layer Laminated Manufacturing                             | LLM              | - Ultrasonic Additive Manufacturing / UAM - Metal Laminated Tooling / MELATO | Metall                                                                                                 | Blech                              | Ultraschall                                                                                   |
| Badbasierte Photopolymerisation (engl. vat photo-polymerization)                      | VPP                           | Additiver Fertigungsprozess in dem flüssiges Photopolymer in einem Behälter selektiv ausgehärtet wird, hervorgerufen durch eine Licht aktivierte Polymerisation. | Digital Light Processing                                  | DLP              | | Kunststoff                                                                                             | flüssig / pastös                   | UV-Licht-Projektion                                                                           |
| Badbasierte Photopolymerisation (engl. vat photo-polymerization)                      | VPP                           | Additiver Fertigungsprozess in dem flüssiges Photopolymer in einem Behälter selektiv ausgehärtet wird, hervorgerufen durch eine Licht aktivierte Polymerisation. | Digital Light Processing                                  | DLP              | - Lithography-based Ceramic Manufacturing / LCM | Kunststoff + Keramik                                                                                   | flüssig / pastös                   | UV-Licht-Projektion                                                                           |
| Badbasierte Photopolymerisation (engl. vat photo-polymerization)                      | VPP                           | Additiver Fertigungsprozess in dem flüssiges Photopolymer in einem Behälter selektiv ausgehärtet wird, hervorgerufen durch eine Licht aktivierte Polymerisation. |                                                           |                  | - Continuous Liquid Interface Production / CLIP | Kunststoff                                                                                             | flüssig / pastös                   | UV-Licht-Projektion                                                                           |
| Badbasierte Photopolymerisation (engl. vat photo-polymerization)                      | VPP                           | Additiver Fertigungsprozess in dem flüssiges Photopolymer in einem Behälter selektiv ausgehärtet wird, hervorgerufen durch eine Licht aktivierte Polymerisation. |                                                           |                  | - CT-basierte axiale Lithografie / CAL | Kunststoff                                                                                             | flüssig / pastös                   | UV-Licht-Projektion                                                                           |
| Badbasierte Photopolymerisation (engl. vat photo-polymerization)                      | VPP                           | Additiver Fertigungsprozess in dem flüssiges Photopolymer in einem Behälter selektiv ausgehärtet wird, hervorgerufen durch eine Licht aktivierte Polymerisation. | Stereolithografie                                         | SL               | | Kunststoff                                                                                             | flüssig / pastös                   | UV-Laser                                                                                      |
| Badbasierte Photopolymerisation (engl. vat photo-polymerization)                      | VPP                           | Additiver Fertigungsprozess in dem flüssiges Photopolymer in einem Behälter selektiv ausgehärtet wird, hervorgerufen durch eine Licht aktivierte Polymerisation. |                                                           |                  | - Zwei-Photonen-Lithographie | Kunststoff                                                                                             | flüssig / pastös                   | UV-Laser                                                                                      |
| Badbasierte Photopolymerisation (engl. vat photo-polymerization)                      | VPP                           | Additiver Fertigungsprozess in dem flüssiges Photopolymer in einem Behälter selektiv ausgehärtet wird, hervorgerufen durch eine Licht aktivierte Polymerisation. |                                                           |                  | - Scan-LED-Technologie / SLT | Kunststoff                                                                                             | flüssig / pastös                   | UV-LED                                                                                        |

## Experimentelle Anwendungen als 3D-Druckverfahren
| Bezeichnung / Abkürzung                        | Werkstoff / Material | Ausgangsform     | Energiequelle              |
| ---------------------------------------------- | -------------------- | ---------------- | -------------------------- |
| Lichtgesteuerte Elektrophoretische Abscheidung | Lacke                | flüssig / pastös | elektro-chemische Reaktion |